# Десять миллионов
«Десять миллионов» — игровое телешоу, выходившее с 4 сентября 2010 по 14 июня 2014 года на телеканале «Россия-1». Основано на формате английской телепередачи «The Million Pound Drop» (с англ. — «Падение миллиона фунтов»), появившейся 24 мая 2010 года на телеканале «Channel 4».
Ведущим программы являлся российский телеведущий и пародист Максим Галкин. Данная программа заменила его предыдущее шоу — «Кто хочет стать Максимом Галкиным?».
В данном шоу разыгрывался один из самых больших денежных призов в истории российского телевидения, 10 млн рублей. До этого такой приз разыгрывался в шоу «Магия десяти». Больший приз ($1 млн, около 34—36 миллионов рублей по состоянию на период трансляции) разыгрывался только в реалити-шоу «Кто НЕ хочет стать миллионером?», а в 2017 году — и в игре «Стена» (максимум 60 миллионов рублей).

## Правила игры
Игроки участвуют в программе парами, каждая из которых в самом начале передачи сразу получает 10 млн рублей в 40 пачках по 250 тыс. рублей в каждой. После этого каждой паре предстоит ответить на восемь вопросов любых тематик, к четырем из которых прилагается четыре варианта ответа, к трем следующим — три, а к последнему — лишь два. Перед каждым вопросом игрокам даётся две темы вопроса на выбор, и вопрос будет относиться к той одной теме из двух, которую выберут игроки.
Для ответа на вопросы участникам даётся 1 минута, во время которой они должны поставить какую-либо сумму на один или несколько вариантов ответа. Поставить деньги можно только так, чтобы один любой вариант (люк) из предложенных остался в любом случае свободным. Люки неправильных вариантов ответа открываются, и все деньги, поставленные на них, проваливаются в «деньгопровод». Игра заканчивается в случаях:
- Если игроки потеряли всю сумму, они выбывают из игры;
- Если игроки верно ответили на все 8 вопросов, они уносят с собой из студии сумму, которую сумели сберечь[5].

## Подсказки
С 1 марта 2014 года в телеигре появились две подсказки:
- «Звонок звёздному другу» действует с 1-го по 4-й вопрос. Игроки могут выбрать известного человека, которому хотят позвонить. Звездный друг включается в обсуждение вопроса, на которое, вместе с раскладыванием денег, отводится 1 минута.
- «Страховка люка» действует с 5-го по 7-й вопрос. Игроки, не уверенные в ответе, могут застраховать один люк: если он откроется, упавшие с него деньги будут возвращены в игру.

## Место съёмок
- Первые выпуски передачи снимались в августе 2010 года на Киностудии имени Горького в Москве[5].

## Факты
- Информация о выигрыше в 8,25 млн рублей в выпуске программы, запланированном к показу 5 ноября 2011 года, была разглашена компанией «ВайТ Медиа» и «Российской газетой» за 2 дня до трансляции.[6]
- С июня 2023 года выпуски игры повторяются на тематическом платном телеканале «НИК» (Новый игровой канал)[7]. Это первый случай повторного показа развлекательного шоу после того, как его ведущий Максим Галкин был признан иностранным агентом.